# William Morris Hunt
William Morris Hunt (31 de marzo de 1824 - 8 de septiembre de 1879) fue un pintor estadounidense. Nació en Brattleboro, Vermont, hijo de Jane Maria (Leavitt) Hunt y Jonathan Hunt, que produjeron una de las prominentes familias del arte norteamericano. Hunt fue el pintor que lideró a mediados del siglo XIX la escena artística de Boston, Massachusetts. Era hermano del arquitecto Richard Morris Hunt.